# Colonia Lázaro Cárdenas, Jalisco
Colonia Lázaro Cárdenas är en ort i Mexiko.   Den ligger i kommunen Villa Corona och delstaten Jalisco, i den centrala delen av landet, 500 km väster om huvudstaden Mexico City. Colonia Lázaro Cárdenas ligger 1 355 meter över havet och antalet invånare är 104.
Terrängen runt Colonia Lázaro Cárdenas är platt österut, men västerut är den kuperad. Runt Colonia Lázaro Cárdenas är det ganska tätbefolkat, med 134 invånare per kvadratkilometer. Närmaste större samhälle är Villa Corona, 2,2 km sydost om Colonia Lázaro Cárdenas. I omgivningarna runt Colonia Lázaro Cárdenas växer huvudsakligen savannskog.